# Ödgarten (Schwarzach bei Nabburg)
Ödgarten ist ein Ortsteil der Gemeinde Schwarzach bei Nabburg im Oberpfälzer Landkreis Schwandorf (Bayern).

## Geographische Lage
Ödgarten befindet sich auf dem Südosthang des 508 Meter hohen Fürstenbügels. Ödgarten liegt 2 Kilometer südöstlich von der Ortschaft Schwarzach, vom Fluss Schwarzach und von der Staatsstraße 2159. 770 Meter nordöstlich von Ödgarten fließt der Auerbach von Südosten nach Nordwesten der Schwarzach zu.

## Geschichte
Ödgarten (auch: Oedgarten, Ehegarten, Ehgarten) gehörte zur Gemeinde und Pfarrei Unterauerbach. Ab 1830 bildete Unterauerbach zusammen mit den Ortschaften Mitterauerbach, Oberauerbach, Öd und Ödgarten eine selbständige Gemeinde.
1974 wurde die Gemeinde Unterauerbach aufgelöst. Mitter- und Oberauerbach wurden in die Gemeinde Neunburg vorm Wald eingegliedert, Unterauerbach, Öd und Ödgarten kamen zu Schwarzach bei Nabburg.
Im 19. und 20. Jahrhundert gehörte Ödgarten zur Pfarrei Unterauerbach. 1997 lebten in Ödgarten keine Katholiken. 2013 wurde die Pfarreiengemeinschaft Kemnath/Fuhrn – Schwarzach/Altfalter – Unterauerbach im Dekanat Nabburg gegründet, zu der Ödgarten nun gehört.

## Einwohnerentwicklung ab 1838
| Jahr | Einwohner | Gebäude |
| ---- | --------- | ------- |
| 1838 | 5         | 1       |
| 1864 | 7         | 4       |
| 1871 | 8         | 3       |
| 1885 | 9         | 1       |
| 1913 | 4         | 1       |

| Jahr | Einwohner | Gebäude |
| ---- | --------- | ------- |
| 1950 | 4         | 1       |
| 1961 | 7         | 1       |
| 1970 | 6         | k. A.   |
| 1987 | 2         | 1       |
| 2011 | 5         | k. A.   |